# 黄身しぐれ

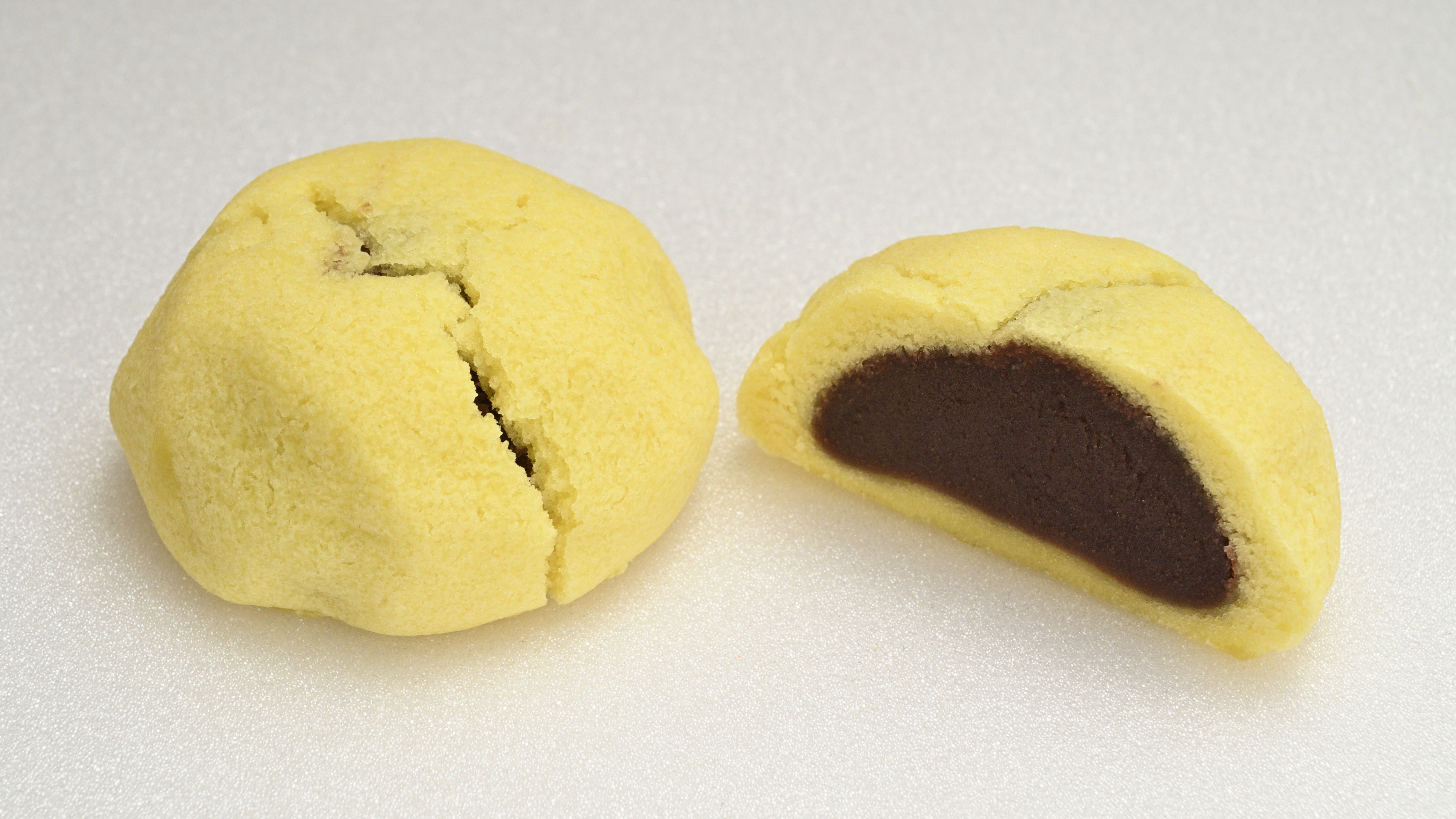
黄身しぐれ

黄身しぐれ（きみしぐれ、黄身(黄味)時雨）は黄身餡を使った饅頭。
上新粉などに小豆餡を混ぜて裏ごしし、枠に入れて蒸したそぼろ状の棹物を時雨（村雨）といい、これを小分けにし、別の餡を芯にして生地を型に入れて蒸したものを時雨饅頭という。餡に卵黄を混ぜるため「黄身しぐれ」という。蒸しあがったときにできるひびを時雨に見立てた和菓子である。
白餡が黄身餡に包まれているものが一般的だが、内外が入れ替わっている場合もある。

## 製法
1. 白漉し餡を加熱し水分をなくす。
2. ゆで卵の卵黄を裏ごししてよくほぐしたものを混ぜ、よくこねる。
3. つなぎとして微塵粉（みじんこ）などを加えさらに混ぜる。
4. ちぎって漉し餡などを丸く包み、蒸す。